# HD58257
HD58257 — хімічно пекулярна зоря спектрального класу F1, що має видиму зоряну величину в смузі V приблизно  8,0.
Вона  розташована на відстані близько 934,5 світлових років від Сонця.